# 京東東路

北宋京东东路和京东西路区划图

京東東路是中國宋朝（960年-1279年）的一个地方行政区，地處北宋首都東京開封府的東部。至道三年（997年）定天下为15路。熙宁五年（1072年）正式分京东路为京东东路和京东西路。  建炎年间全境沦于金国，京東東路建制废除。金国在此设置山东东路。
北宋景德三年（1006年）升宋州為陪都南京应天府，也称“归德府”（今河南商丘市），應天府始為京東東路路治，後為京東西路路治。济南府初为齐州，熙宁七年（1074年）属京东西路，元丰元年（1078年）来属京东东路；政和六年（1116年）升为济南府成为京东东路的首府。北宋時，此地為宋朝重要的文化地區。南宋建炎衣冠南渡，京東东路建制撤銷，但該地仍為宋金交戰的主戰場之一。

## 行政區劃
北宋時，京東东路包括一府济南府（应天府后属于西路），7州--青州，密州，沂州，登州，莱州， 潍州，淄州以及淮阳军，大致包括今天的江蘇省北部，山東省的大部等。
| 府、州、军       | 附郭县         | 县                                         | 監 |
| 应天府(后属西路) | 河南郡         | 宁陵 宋城 谷熟 下邑 虞城 楚丘              |    |
| 济南府           | 齐州（历城县） | 禹城县 章丘县(清平军) 长清县 临邑县 临济县 |    |
| 青州             | 益都县         | 寿光县 临朐县 博兴县 千乘县 临淄县         |    |
| 密州             | 诸城县         | 安丘县 莒县 高密县 胶西县(临海军)          |    |
| 沂州             | 临沂县         | 氶县 沂水县 费县 新泰县                    |    |
| 登州             | 蓬莱县         | 文登县 黄县 牟平县                         |    |
| 莱州             | 掖县           | 莱阳县 胶水县 即墨县                       |    |
| 潍州             | 北海县         | 昌邑县 昌乐县                              |    |
| 淄州             | 淄川县         | 长山县 邹平县 高苑县                       |    |
| 淮阳军           | 下邳县         | 宿迁县                                     |    |